# Contea di St. Joseph (Indiana)
La contea di St. Joseph (in inglese St. Joseph County) è una contea dello Stato dell'Indiana, negli Stati Uniti. La popolazione al censimento del 2000 era di 265 559 abitanti. Il capoluogo di contea è South Bend.
Comuni presenti:
- Indian Village